# Schwung (Reiten)
| Ausbildungsskala der FN                                                      |
| ---------------------------------------------------------------------------- |
| - Takt - Losgelassenheit - Anlehnung - Schwung - Geraderichten - Versammlung |
| Gleichgewicht Durchlässigkeit                                                |

Als Schwung beim Pferd bezeichnet man den energischen Impuls der Hinterhand des Tieres, der auf die Gesamtvorwärtsbewegung des Pferdes übertragen wird. „Ein Pferd geht schwungvoll, wenn es energisch abfußt und in der Schwebephase mit seinen Gliedmaßen gut nach vorne durchschwingt.“ Schwung nicht von Natur aus vorhanden und kann durch die Ausbildung des Pferdes gefördert werden:

„Schwung ist das Ergebnis reiterlicher Ausbildungsarbeit, die zwar den natürlichen Gang des Pferdes nutzt, ihm aber die Eigenschaften Losgelassenheit, Schub aus der Hinterhand und Durchlässigkeit hinzufügt.“

Schwung ist der vierte Punkt der Ausbildungsskala des Pferdes. Schwunghafte Gangarten sind Trab und Galopp, da diese Bewegungsabläufe eine Schwebephase beinhalten, in der sich alle vier Beine des Pferdes über dem Boden befinden.

## Bedeutung in der Dressurarbeit
Für Seunig ist der Schwung „das Alpha und Omega jeder dressierenden Arbeit“. Er nennt ihn auch neben der auf Takt und Losgelassenheit basierenden Selbsthaltung einen der beiden „Grundsteine, auf denen jede Dressur sich aufbaut“. Dabei treten die Hinterbeine „raumgreifender, lebhafter, elastischer und näher aneinander vorbei“, was sie zur „vermehrten Lastaufnahme“ befähigt, so dass der Schwung eine Voraussetzung der Versammlung darstellt.

„Diese zwei Kardinalforderungen [d.i. Selbsthaltung und Schwung], die vom Beginn der Dressur bis zu ihrer Vollendung in stets steigendem Maße erfüllt sein müssen, beinhalten und bedingen Takt, Losgelassenheit, reinen raumgreifenden Gang, Längsbiegung, Geraderichten, und zum Schluß, als Krone der Ausbildung, durchlässigen Gehorsam in der Versammlung.“

Schwung im Sinne von „Vorwärtstrieb“ ist besonders für enge Wendungen erforderlich, wenn diese „am Zügel, sauber und präzise“ ausgeführt werden sollen. Für Seitengänge in starker Abstellung ist eine „Schwungentwicklung in gesteigerter Versammlung“ unerlässlich.

## Voraussetzungen
Unabdingbar für die Entwicklung des Schwungs ist die Hankenbeugung, also die Beugung von Hüft- und Kniegelenk: „Je länger diese Beugephase auf Kosten reiner Streckung dauert, desto wiegender und schwungvoller wird der Gang“, es kommt zum „elastischen Vorschwingen noch aus der Bewegung heraus“.
Weitere Voraussetzungen für schwungvolle Bewegungen sind
- der geschmeidige und ausbalancierte Sitz des Reiters
- korrekte Hilfengebung des Reiters/Fahrers
- Takt, Losgelassenheit und Anlehnung des Pferdes (die drei ersten Punkte der Ausbildungsskala)
- keine körperlichen Beeinträchtigungen und keine erheblichen Gebäudemängel des Pferdes

## Merkmale
Merkmale des schwungvoll gehenden Pferdes sind unter anderem die folgenden.
- Die Sprunggelenke werden sofort nach dem Abfußen nach vorwärts gebeugt, nicht nach oben oder hinten.
- Durch den Schub nach vorne und über den schwingenden Rücken wird der Reiter in die Bewegung hineingesetzt und gelangt zu einem tiefen und geschmeidigen Sitz.
- Verbesserung der Aktion der Vorderbeine
- ausgeprägtere Schwebephase
- bei Trabverstärkungen vermehrter Raumgriff
- bei Galoppverstärkungen vermehrter Bodengewinn

## Gangmechanik und Aktion
Aktion ist energische Vortreten und das hohe Anheben der Beine, insbesondere der Vorderbeine.
Bei höherer Versammlung geht die Aktion der Beine mehr in die Vertikale, bei höherem Tempo mehr in die Horizontale. Eine gute Gangmechanik ist gekennzeichnet durch raumgreifende Bewegungen mit guter Aktion. Aktionstraber zeichnen sich durch eine hervorragende Gangmechanik aus und werden gerne auf Hengstparaden präsentiert.

## Erarbeitung des Schwungs
Schwung baut auf den vorherigen Punkten der Skala der Ausbildung auf. Er ist „die Übertragung des energischen Impulses aus der Hinterhand auf die Gesamt-Vorwärtsbewegung des Pferdes“, deswegen fördert jede Lektion, die die Hinterhand zum vermehrten Untertreten anregt, den Schwung. Auf der Schwungentwicklung basieren die folgenden Punkte der Skala der Ausbildung, aber nicht im Sinne eines linearen Fortschritts, denn für die Entwicklung des Schwungs ist es nötig, dass das Pferd bereits über Geraderichtung und ein gewisses Maß an Versammlung verfügt.